# Застава Словачке
Застава Словачке је у садашњем облику усвојена словачким уставом, који је ступио на снагу 3. септембра 1992. године. Застава, слично као и код других словенских народа, користи пансловенске боје: белу, плаву и црвену боју. Заставу чине три хоризонталне траке једнаке ширине у наведеним бојама (одозго надоле) са грбом Словачке помереним ка јарболу. 
Порекло ове заставе (у облику са другим грбом или без грба) може се везати за револуционарну 1848. годину, када се словачка мањина борила против Мађара. Коришћена је полузванично у Чехословачкој пре Другог светског рата, од стране Словачке Републике током Другог светског рата и као застава Словачке Републике у оквиру Чехословачке (без грба) усвојена је 1. марта 1990. године. Грб је додат 3. септембра 1992. г. а посебан закон који описује детаље заставе донет је у фебруару 1993. године
Пошто је застава Словачке без грба идентична данашњој застави Русије а слична застави Словеније, уставом Словачке додат је грб на заставу. За детаље о грбу видети грб Словачке.